# 白崎氏
白崎氏（しらざき、しらさき、しろざき）は、日本の姓のひとつ。越前、紀伊等にこの地名がある。歴史上の人物として加賀藩の白崎玄正、福井県大飯郡和田村（現高浜町）の篤農家で村長を務めた白崎市米、福井藩士の白崎甚兵衛、白崎清左衛門、白崎仁内等がいた。